# Rävatjärnen, Ångermanland
Rävatjärnen är en sjö i Bjurholms kommun i Ångermanland och ingår i Öreälvens huvudavrinningsområde.